# Раян Веслі Раут
Раян Веслі Раут (народився 1965 або 1966) — американець, який намагався вчинити замах на колишнього президента США Дональд Трамп, кандидата від Республіканської партії на президентських виборах 2024 року. Мотиви Раута наразі знаходяться під слідством. Оновлення від ФБР 16 вересня повідомило, що Раут не вистрілив зі зброї.

## Особисте життя
Рут народився 1966 року в окрузі Гілфорд, штат Північна Кароліна . На початку 1980-х років Рут відвідував Північно-Західну Гілфордську середню школу . Пізніше він навчався в Державному університеті Північної Кароліни A&T протягом двох семестрів у 1995 році .
У січні 1989 року Рут одружився  і мав щонайменше одного сина  та доньку. 10 березня 2003 року пара розлучилася .
У 1991 році Рут бився і переслідував підозрюваного у зґвалтуванні. У серпні 1991 року відділення Міжнародного союзу поліцейських асоціацій у Грінсборо удостоїло його звання «супергромадянина» .

У 2004 році Рут проводив кампанію проти закриття скейт-парку, побудованого його сином та його друзями-підлітками. Він сказав News & Record: 
«Давайте зробимо це спільним державно-приватним підприємством замість того, щоб намагатися розчавити цих дітей, як комаху, або сказати їм, щоб вони йшли додому і грали у відеоігри».
У 2018 році Рут переїхав з Грінсборо, штат Північна Кароліна, до Ка'а'ава .